# Scaphopetalum obiangianum
Scaphopetalum obiangianum är en malvaväxtart som beskrevs av M.E.Leal. Scaphopetalum obiangianum ingår i släktet Scaphopetalum och familjen malvaväxter. Inga underarter finns listade i Catalogue of Life.